# Humaitá (1927)
Humaitá byla minonosná ponorka brazilského námořnictva. Postavena byla v Itálii jako upravená verze tamní třídy Balilla. Ve službě byla v letech 1929–1950.

## Stavba

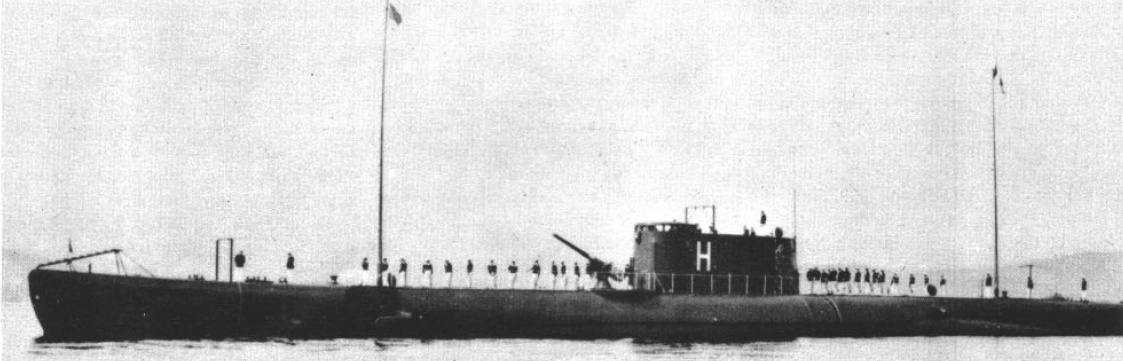
Humaitá

Finance na stavbu ponorky Brazílie získala z prodeje pobřežní bitevní lodě Deodoro mexickému námořnictvu. Ponorku postavila italská loděnice OTO v Livornu. Kýl byl založen v listopadu 1925, dne 11. června 1927 byla ponorka spuštěna na vodu a v červenci 1929 byla přijata do služby.

## Konstrukce
Ponorka měla dvoutrupou koncepci. Nesla jeden 120mm kanón, dva 13,2mm kulomety, šest 533mm torpédometů (čtyři příďové, dva záďové) se zásobou 12 torpéd. Dále pojmula až 16 min, které byly umístěny na zádi. Pohonný systém tvořily dva diesely Ansaldo o výkonu 4000 hp a dva elektromotory Savigliano o výkonu 1000 hp, pohánějící dva lodní šrouby. Nejvyšší rychlost dosahovala 18,5 uzlu na hladině a 10 uzlů pod hladinou. Dosah byl 12 840 námořních mil při rychlosti 10 uzlů na hladině a 120 námořních mil při rychlosti 4 uzlů pod hladinou. Operační hloubka ponoru dosahovala 100 metrů.

### Modifikace
Původně byl 120mm kanón umístěn do věžičky v přední části nástavby. Později byl přesunut před věž na hlavní palubu.